# فیل کولتر
فیل کولتر (انگلیسی: Phil Coulter؛ زادهٔ ۱۹ فوریهٔ ۱۹۴۲) موسیقی‌دان، ترانه‌سرا و تهیه‌کننده موسیقی اهل بریتانیا است. او در اکتبر ۲۰۰۹ نشان طلای آکادمی بریتانیایی ترانه‌سراها، آهنگسازان و نویسندگان را دریافت کرد.
کولتر ۲۳ دیسک پلاتین، ۳۹ دیسک طلا، ۵۲ دیسک نقره‌ای، دو جایزه گرند پری یوروویژن؛ پنج جایزه آیور نوولو، که شامل «ترانه‌سرای سال» است؛ سه جایزه از انجمن آهنگسازان، پدیدآوران و ناشران آمریکا؛ نامزدی جایزه گرمی؛ جایزه میتر، جایزه ملی سرگرمی و جایزه رز د'اور آنتیب را به‌دست آورده است. او یکی از بزرگ‌ترین پرفروشترین هنرمندان موسیقی در جزیره ایرلند است.
از فیلم‌ها یا مجموعه‌های تلویزیونی که وی در آن‌ها نقش داشته است، می‌توان به بچه‌های آب اشاره نمود. او یکی از ترانه‌سرایان «عروسکی وصل به یک ریسمان» است.